# Vallonjärvi
Vallonjärvi är en sjö i Finland. Den ligger i kommunen Valkeakoski i landskapet Birkaland, i den södra delen av landet, 130 km norr om huvudstaden Helsingfors. Vallonjärvi ligger 86 meter över havet. Arean är 24,9 hektar och strandlinjen är 3,85 kilometer lång. Sjön  ingår i Kumo älvs huvudavrinningsområde. 